# Deux solitudes
Pour les articles homonymes, voir Deux solitudes (homonymie).
L’expression « deux solitudes » réfère, dans la société canadienne, à l’isolement existant entre les Canadiens anglais et les Canadiens français. L’expression est utilisée pour illustrer le manque de communication et l’éloignement culturel entre les deux groupes linguistiques.
La paternité de l’expression revient à l’auteur Hugh MacLennan dans le roman Two Solitudes (en) publié en 1945. Dans son discours d'investiture en tant que gouverneur-général du Canada, Michaëlle Jean a parlé de la fin des deux solitudes.